# E36

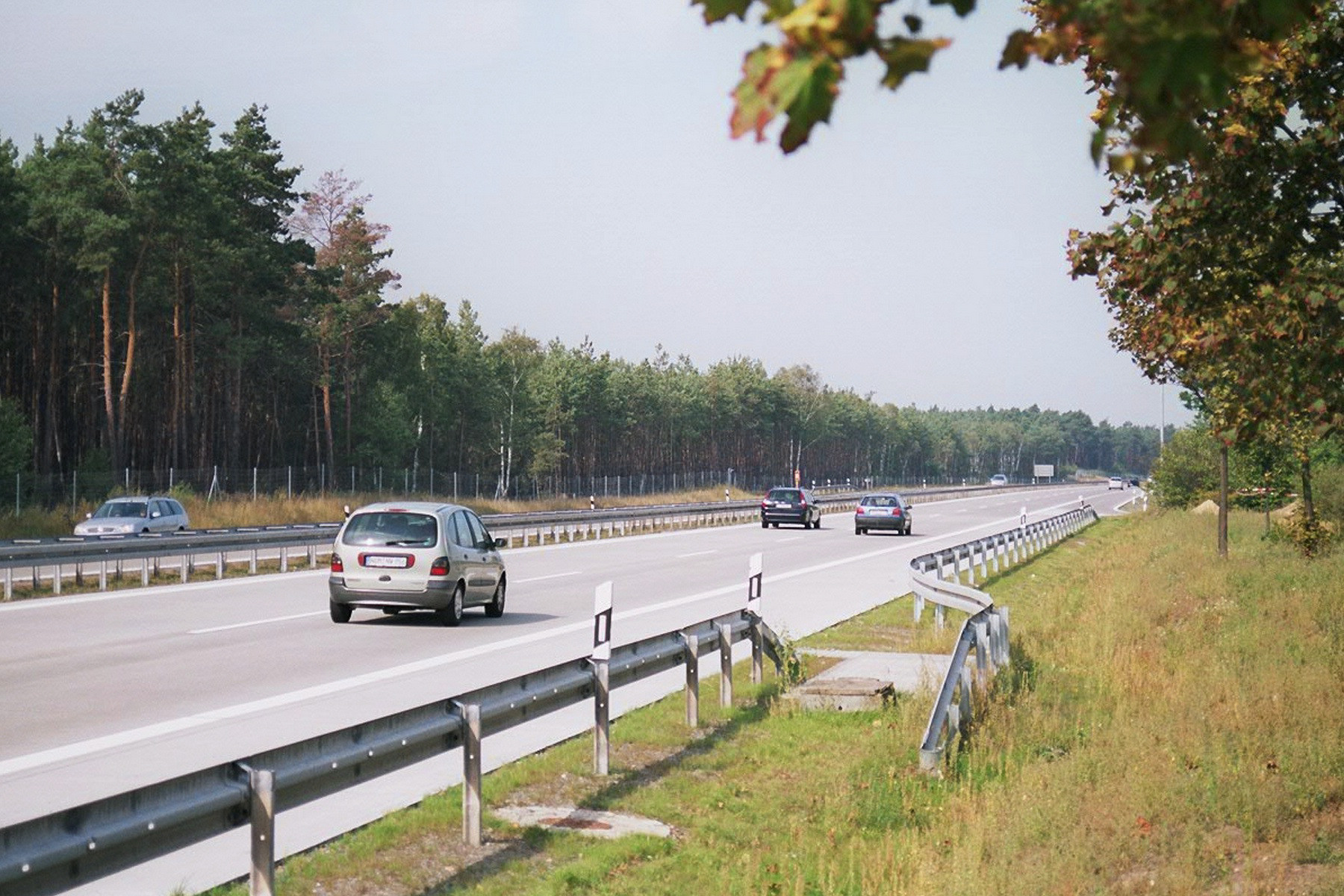
E36/A13 vid Berstetal söder om Berlin.

E36 eller Europaväg 36 är en europaväg som börjar i Berlin i Tyskland och slutar i Legnica i Polen. Den är cirka 220 kilometer lång. Hela sträckan är motorväg.

## Sträckning
Berlin - Lübbenau - Cottbus - (gräns Tyskland-Polen) - Legnica

## Historia
Motorvägen började byggas redan under 1930-talet, men hann inte bli helt färdig innan andra världskriget inleddes. Motorvägen blev visserligen körbar hela vägen men på vissa delar av denna motorväg blev bara den ena körbanan färdig och körbar. Vissa broar blev inte heller byggda och andra blev också förstörda under kriget. En del av denna motorväg kom sedan att tillhöra DDR efter kriget medan den östligare delen kom att tillhöra Polen. Den del som kom att tillhöra DDR var i stort sett komplett från början och har efter Tysklands återförenande dessutom renoverats.
Den del som kom att tillhöra Polen blev under den tid som Polen tillhörde Östeuropa aldrig iordningställd. Detta berodde på att Polen under denna tid saknade både pengar och resurser till detta. Motorvägen blev därför körbar men vissa delar fick enbart det ena körfältet färdigbyggt. Vissa broar byggdes heller aldrig färdigt och vissa krigsskadade broar reparerades aldrig. Detta innebar att plankorsningar då fanns på vissa ställen på denna motorväg. Åkte man på denna motorväg från Berlin till Legnica så var motorvägen komplett fram till gränsen. Från gränsen och en bit österut var det en bit komplett motorväg. Denna hade kvar sin gamla betongbeläggning som då var ordentligt nedsliten. 
Från Olszyna och fanns sedan bara det ena körfältet och denna hade också kvar sin betongbeläggning. Plankorsningar förekom också då polackerna inte hade råd att bygga färdigt denna motorväg. De broar som ändå fanns var byggda för två körfält. På vissa delar kunde man också se broar som var förstörda eller aldrig färdigbyggda. Det var alltså en ruinmotorväg som man åkete på. Motorvägen med sitt enda körfält hade också kvar sin betongbeläggning. Officiellt var den alltså inte skyltad som motorväg i detta skick men ändå skulle man kunna räkna denna som en sådan eftersom den egentligen var byggd som det. När man kom till Golnice blir denna återigen en komplett motorväg med två körfält och utan plankorsningar. Denna halva motorväg är numera renoveras och det andra körfältet är numera färdigbyggt. Även de broar som saknades är numera byggt så att detta är numera en helt komplett motorväg. Även den gamla beläggningen är numera ersatt, då motorvägen numera håller modern standard.

## Motorvägar
- A13 (motorväg, Tyskland)
- A15 (motorväg, Tyskland)
- A18 (motorväg, Polen)

## Anslutningar
- E30
- E55
- E40